# Gregory Watts
Gregory Watts (26 aprile 1967) è un ex calciatore britannico originario di Turks e Caicos, di ruolo centrocampista.

## Carriera

### Club
Ha militato fino al 2006 nel KPMG United. Dal 2006 al 2008 ha militato nel PWC Athletic.

### Nazionale
Ha debuttato in Nazionale il 18 marzo 2000, in Saint Kitts e Nevis-Turks e Caicos (8-0). Ha partecipato, con la Nazionale, alle Qualificazioni ai Mondiali 2002. Ha collezionato in totale, con la maglia della Nazionale, due presenze.

## Statistiche

### Cronologia presenze e reti in Nazionale
| Cronologia completa delle presenze e delle reti in nazionale ― Turks e Caicos | Cronologia completa delle presenze e delle reti in nazionale ― Turks e Caicos | Cronologia completa delle presenze e delle reti in nazionale ― Turks e Caicos | Cronologia completa delle presenze e delle reti in nazionale ― Turks e Caicos | Cronologia completa delle presenze e delle reti in nazionale ― Turks e Caicos | Cronologia completa delle presenze e delle reti in nazionale ― Turks e Caicos | Cronologia completa delle presenze e delle reti in nazionale ― Turks e Caicos | Cronologia completa delle presenze e delle reti in nazionale ― Turks e Caicos |
| Data                                                                          | Città                                                                         | In casa                                                                       | Risultato                                                                     | Ospiti                                                                        | Competizione                                                                  | Reti                                                                          | Note                                                                          |
| ----------------------------------------------------------------------------- | ----------------------------------------------------------------------------- | ----------------------------------------------------------------------------- | ----------------------------------------------------------------------------- | ----------------------------------------------------------------------------- | ----------------------------------------------------------------------------- | ----------------------------------------------------------------------------- | ----------------------------------------------------------------------------- |
| 18-03-2000                                                                    | Basseterre                                                                    | Saint Kitts e Nevis                                                           | 8 – 0                                                                         | Turks e Caicos                                                                | Qual. Mondiali 2002                                                           | -                                                                             | 54’                                                                           |
| 21-03-2000                                                                    | Basseterre                                                                    | Turks e Caicos                                                                | 0 – 6                                                                         | Saint Kitts e Nevis                                                           | Qual. Mondiali 2002                                                           | -                                                                             | 77’                                                                           |
| Totale                                                                        |                                                                               | Presenze                                                                      | 2                                                                             |                                                                               | Reti                                                                          | 0                                                                             |                                                                               |

## Palmarès

### Club
- Campionato di Turks e Caicos di calcio: 2

KPMG United: 2003-2004, 2004-2005